# Arta Terme
Arta Terme (in friulano Darte) è un comune italiano di 1 994 abitanti in Friuli-Venezia Giulia, importante centro termale e terapeutico in provincia di Udine.

## Geografia fisica
Sorge a 442 m in Val Bût, nella regione alpina della Carnia.

## Storia

### Simboli
Lo stemma e il gonfalone sono stati concessi con regio decreto del 24 febbraio 1938.
Il gonfalone è un drappo di azzurro.

## Monumenti e luoghi d'interesse
- Chiesetta di Santo Spirito (XIV secolo)
- Chiesetta di San Nicolò (XV secolo)
- Chiesa arcipretale di Piano d'Arta (1781)
- Chiesa parrocchiale di San Martino Rivalpo Valle (XV secolo)
- Chiesa parrocchiale dei Santi Ermacora e Fortunato, nel capoluogo comunale

## Società

### Evoluzione demografica
Abitanti censiti

### Lingue e dialetti
Ad Arta Terme, accanto alla lingua italiana, la popolazione utilizza la lingua friulana. Ai sensi della Deliberazione n. 2680 del 3 agosto 2001 della Giunta della Regione Autonoma Friuli-Venezia Giulia, il Comune è inserito nell'ambito territoriale di tutela della lingua friulana ai fini della applicazione della legge 482/99, della legge regionale 15/96 e della legge regionale 29/2007. La lingua friulana che si parla ad Arta Terme rientra fra le varianti appartenenti al friulano carnico.

## Cultura
Vi soggiornò anche Giosuè Carducci che ispirandosi proprio alla Carnia scrisse diverse poesie tra cui la celebre il comune rustico (1885).

## Geografia antropica

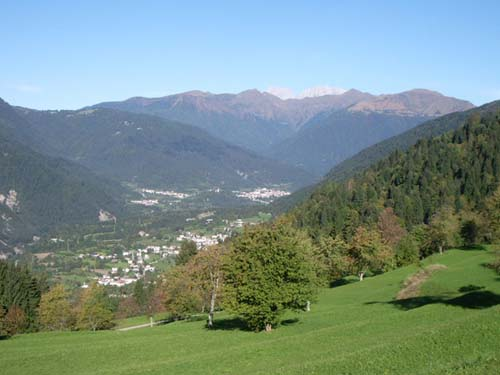
Veduta della Val Bût nei pressi di Arta Terme

### Frazioni
Tra parentesi è indicato il toponimo in friulano e in friulano carnico ove divergono.
- Avosacco (Davosâs, in carnico Davosjâs)
- Cabia (Cjabie)
- Cedarchis (Cedarcjis, in carnico Cedarcjes), che si trova a sud del comune, all'incrocio tra i due fiumi Chiarsò e Bût. Era famoso per le sue segherie (di Tarussio, dei Bedechs e di Bruseschi) e per i suoi mulini.[senza fonte]
- Lavoreit (Lavorêt), si può dire sia un casale nuovo, questa frazione sorse nel 1869 circa, staccandosi dal casolare Chiarsò. Da Piedim, attraversato il torrente Chiarsò, si sale sul monte Rinch, raggiunto il casolare Chiarsò si continua più in alto, dove si trova Plan di Cochess o (Coces), ricordato nel 1692, proseguendo ancora verso l'alto si giunge a Rinch. Un certo Conte Cannuccio, proprietario di questi fondi, li vendette ai locali abitanti. Nel 1829 ci vivevano 8 famiglie, circa 60 abitanti, ora è disabitato.
- Lovea (Luviee)
- Piano d'Arta (Dimplan), situata a 560 m s.l.m., è centro di villeggiatura estivo, in funzione soprattutto degli impianti termali del capoluogo Arta. La chiesetta del Santo Spirito, del XIV secolo, situata in località Chiusini e restaurata dopo il terremoto, conserva un piccolo campanile pensile, con cuspide a scandole. Sono presenti inoltre un portico in legno sullo spigolo sinistro della facciata e affreschi nelle vele della volta del presbiterio e del coro.
- Piedim (Piedim), faceva parte integrante assieme a Ricornut del comune di Rivalpo. Dal suo nome è evidente che trae le sue origini dall'essere fondato ai piedi dei monti circostanti ed in riva al torrente Chiarsò a fianco dello sbocco del Riupoi. Nel passato era uno scalo per legnami di grosso taglio (taés), alcune lavorate sul posto, altre avviate verso altre destinazioni.
- Rivalpo (Rualp) invece prende il suo nome da un ruscello (Riupoi) che ha le sue sorgenti alle pendici del monte Cucco. Anticamente vi erano altri casolari posti molto in alto, sotto il monte Cucco, in località Chiarsovalis, ai cui abitanti la leggenda dà il nome di Pagans. Si notano ancora vestigia e ruderi di casolari e solchi di campi seminativi. Dal ritrovamento nel Rio Plombs di una piccola campana, si suppone che vi fosse in loco anche una piccola cappella, come raccontavano i vecchi del luogo.
- Rosa dei Venti (Dincuan), conserva ancora il suo nome antico, luogo di sosta lungo la strada d'Incaroio che portava a Paularo.
- Valle (Val), già nel 1399 aveva il suo nome in quanto un certo Giovanni Quondam di "Val" beneficiava della chiesa di San Martino di Val.

Tutte queste frazioni dipendevano dalla chiesa di San Martino, le cui origini si collocano prima della metà del XV secolo e sono rilevate da alcune disposizioni testamentarie e da documenti autentici del 1412. Questa chiesa dipendeva fino al 1470 dal Curato di Ogni Santi di Sutrio, come risulta dagli atti notarili di Gasparini Micheli da Tolmezzo, pubblico notarius.
Queste frazioni, oggi sotto l'amministrazione del comune di Arta Terme, prima del 1821 erano separate da Arta del Friuli (come si chiamava allora). Esse avevano il proprio comune, con a capo il meriga (sindaco) ed il ViceMeriga. Sia a Valle che a Rivalpo, il luogo delle adunanze era il piazzale della chiesa o la casa canonica oppure in casa di qualche Meriga o notaio che fungeva da segretario.

## Amministrazione
| Periodo | Periodo   | Primo cittadino         | Carica  | Note |
| ------- | --------- | ----------------------- | ------- | ---- |
| 1989    | 1994      | Pietro Urban            | Sindaco |      |
| 1994    | 2002      | Giovanni Gardel         | Sindaco |      |
| 2002    | 2007      | Giovanni Battista Somma | Sindaco |      |
| 2007    | 2017      | Marlino Peresson        | Sindaco |      |
| 2017    | 2022      | Luigi Gonano            | Sindaco |      |
| 2022    | in carica | Andrea Faccin           | Sindaco |      |

### Gemellaggi
- Noale[13]

## Sport
Arta Terme è stata sede di ritiro estivo per diversi anni dell'Udinese Calcio.
Arta Terme è stata per due volte sede di arrivo di tappa del Giro d'Italia.
Tappe del Giro d'Italia con arrivo ad Arta Terme
| Anno | Tappa | Partenza        | km  | Vincitore di tappa | Maglia rosa     |
| ---- | ----- | --------------- | --- | ------------------ | --------------- |
| 1970 | 17ª   | Lido di Jesolo  | 165 | Franco Bitossi     | Eddy Merckx     |
| 1988 | 19ª   | Borgo Valsugana | 233 | Stefano Giuliani   | Andrew Hampsten |